# Ștefan Burghiu
Ștefan Burghiu (ur. 28 marca 1991 w Zăicanim) – mołdawski piłkarz występujący na pozycji środkowego obrońcy w mołdawskim klubie Zimbru Kiszyniów. Były, siedmiokrotny, reprezentant Mołdawii.

## Sukcesy

### Klubowe
Zimbru Kiszyniów
- Mistrzostwo Mołdawii: 2013/2014
- Zdobywca Superpucharu Mołdawii: 2014